# スポルティング・クルーベ・デ・ポルトゥガル
スポルティング・クルーベ・デ・ポルトゥガル（Sporting Clube de Portugal ComC MHIH OM ポルトガル語発音: [ˈspɔɾtĩɡ(ɨ) ˈkluβ(ɨ) ðɨ puɾtuˈɣaɫ] Euronext: SCP ）は、ポルトガル・リスボンに拠点を置くクラブ。単にスポルティング（Sporting）、スポルティングCP（Sporting CP、スポルティング セーペー）として知られる。
ポルトガル国外ではスポルティング・リスボン（Sporting Lisbon）の名で広く知られているが、クラブ自身はこの名称を「単なる誤解」であり「正したい」と述べている。
首都リスボンに本拠地を置きプロサッカークラブを保有、陸上競技選手を育成する。この項では主にフットボールクラブについて記述。

## 概要

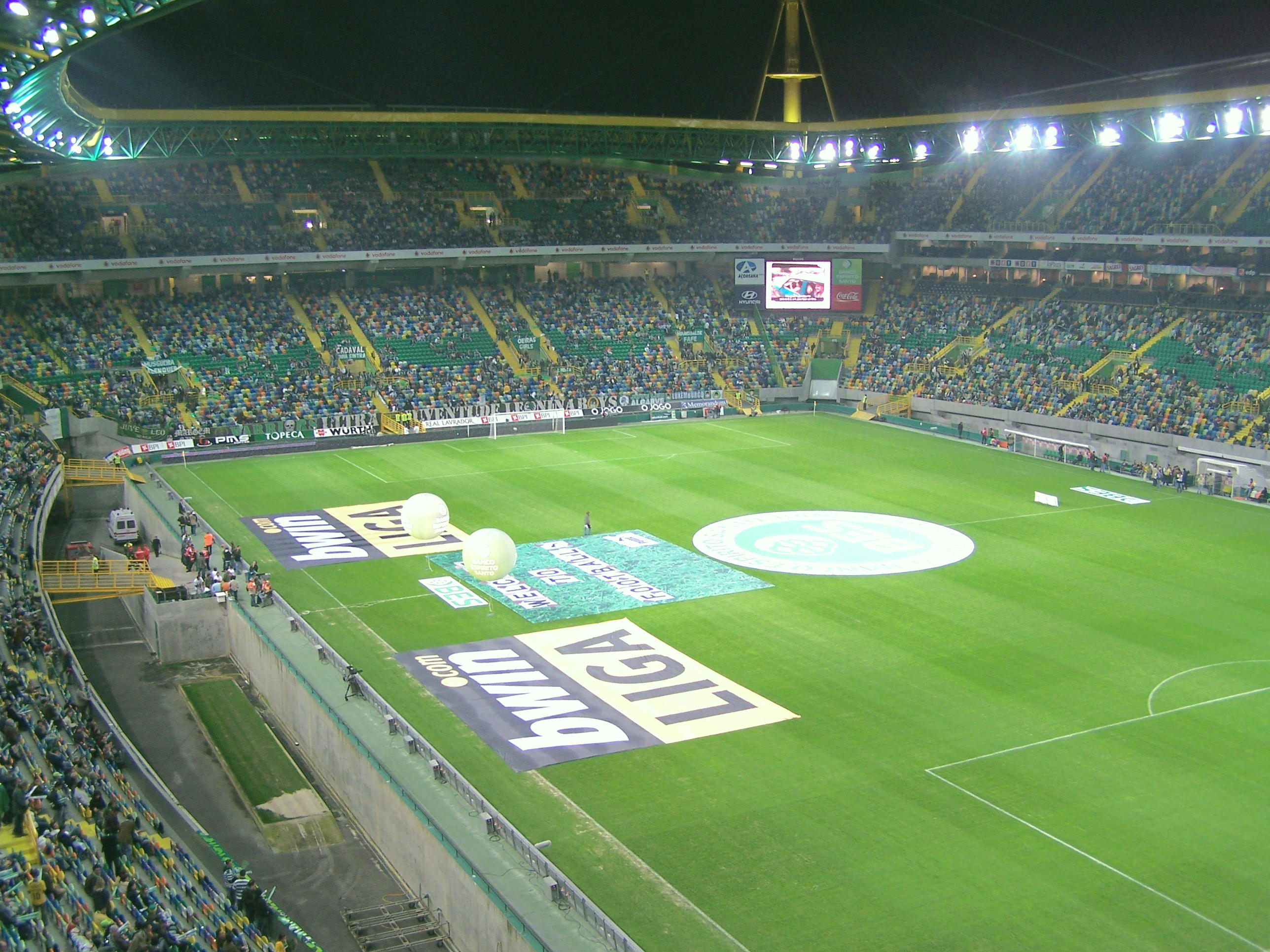
プリメイラ・リーガの試合前

ポルトガルサッカー界において1940年代から1950年代にかけて国内タイトルを数多く獲得し、FCポルト、SLベンフィカとともにトレス・グランデスと呼ばれる。
ユースアカデミーからはパウロ・フットレ、ルイス・フィーゴ、シモン・サブローザ、リカルド・クアレスマ、クリスティアーノ・ロナウド、ナニらを輩出してきた。
最大のライバルは同じリスボンを本拠地とするSLベンフィカ。この2チームの対戦はオ・デルビー・デ・リスボア（リスボン・ダービー）と言われ、クラシコと見なされている。またポルトガルの3強の一角を占めるFCポルトともライバル関係にあり、ポルトガルで3番目に人気のクラブである。

## 歴史

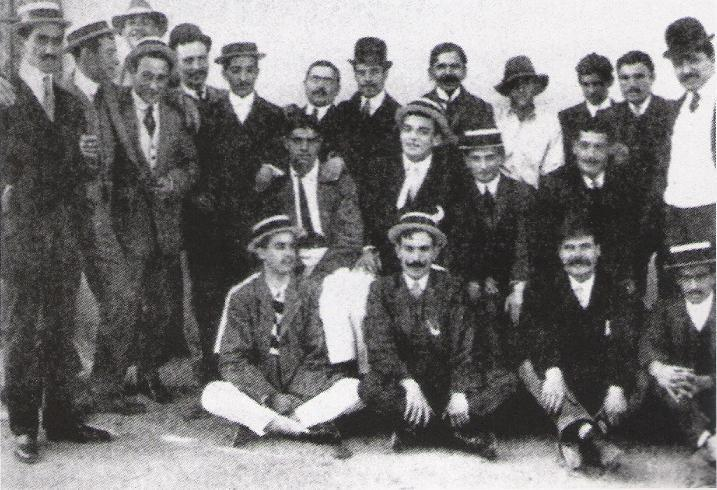
スポルティングの創設者達

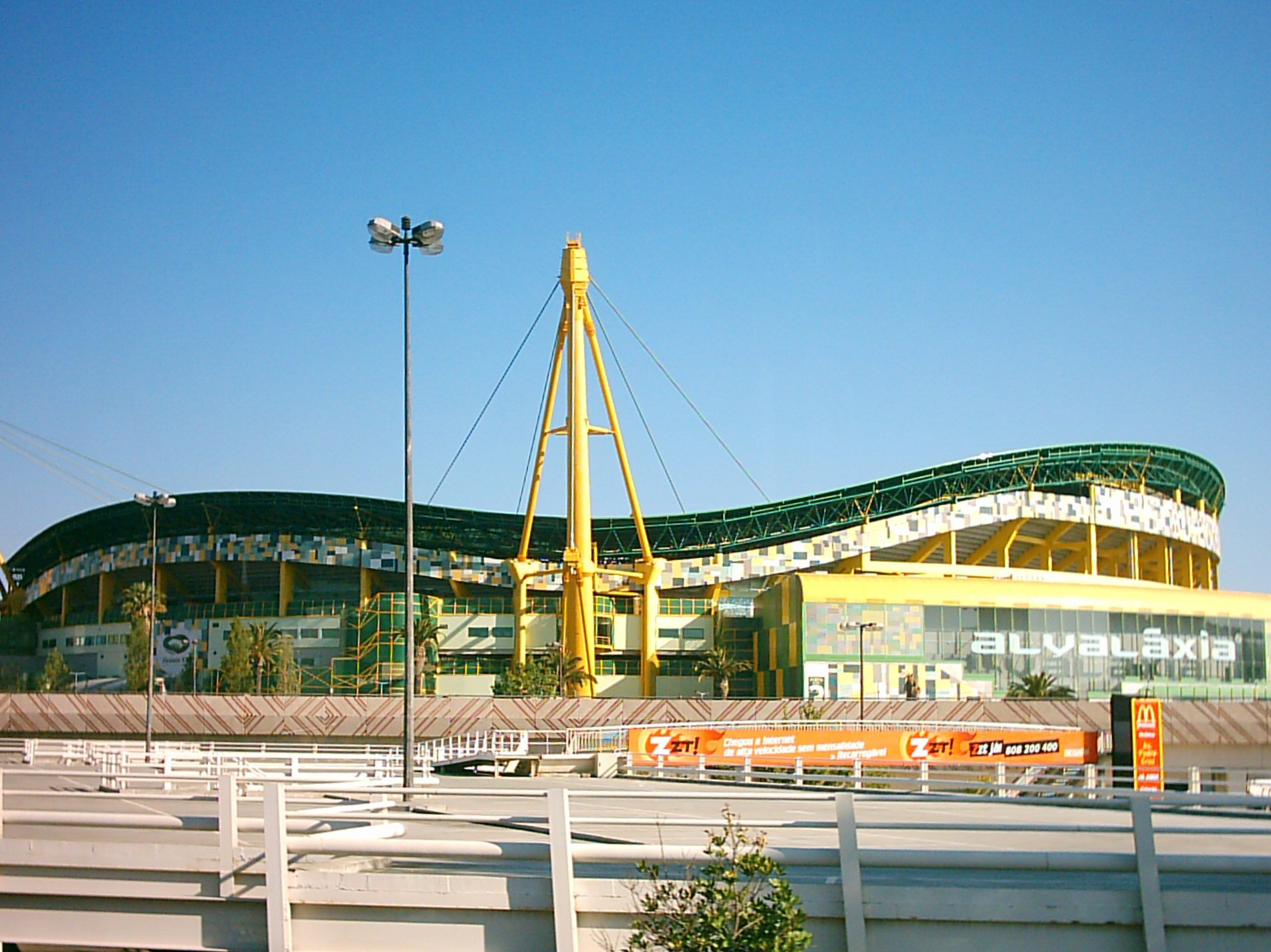
エスタディオ・ジョゼ・アルバラーデ

スポルティング・クルーベ・デ・ポルトゥガルの正式な創設年月日は1906年7月1日だが、前身とも言うべき2つのクラブの存在があった。
1902年、シントラの避暑地ベーラスで休暇中だった上流階級の人々によってスポート・クラブ・デ・ベーラス (Sport Club de Belas) が創設された。同クラブはわずか1試合を行ったのみで休暇状態に入ったが、リスボンに帰ったメンバー達は1904年にカンポ・グランデ地区でカンポ・グランデ・フットボール・クラブ (Campo Grande Football Club) を改めて創設した。しかし1906年にクラブで内部分裂が起き、その際の脱退者らが創設したクラブがスポルティングである。
ジョゼ・オルトレマン・ロケッテ（ジョゼ・アルバラーデ）は、祖父から資金と土地の援助を受けてスポルティングの創設を助け、初代会長を務めた。スポルティングの本拠地エスタディオ・ジョゼ・アルバラーデの名は彼に因む。
1938年にはポルトガルでも全国規模のリーグ戦が開始された。スポルティングは1940年代から1950年代にかけて最初の黄金期を迎え、この20年で10回の優勝を果たした。1940年代後半のフェルナンド・ペイロテオら5人によって構成された攻撃陣は「5人のヴァイオリン弾き (Cinco Violinos)」と譬えられた。
1963-64シーズンにはクラブにとって唯一のヨーロッパタイトルであるUEFAカップウィナーズカップを獲得した。決勝のMTKブダペストとの試合は延長戦でも勝負がつかず、翌々日の再試合に勝った末の優勝だった。2004-05シーズンのUEFAカップでは決勝に進出したがロシアのCSKAモスクワに敗れた。
2018年4月にはヨーロッパリーグ準々決勝・アトレティコ・マドリード戦での敗戦によりブルーノ・デ・カルバリョ会長がFacebook上で個々の選手を批判する内容の投稿をした。翌日、キャプテンのルイ・パトリシオやウィリアム・カルバリョなど19人の選手がインスタグラムに共同声明を投稿。「我々は、チームのために必死にプレーしているが、リーダーからの支援が欠けている」と、会長に対して反論する事態になり、これに激怒したデ・カルバリョ会長は、フェイスブック上で「我慢の限界だ。このメッセージに署名した選手は、即刻出場停止にする」と、主力選手への処分を発表。結局ジョルジェ・ジェズス監督が会長と話し合った結果、選手の出場停止処分は取り下げられた
。
2018年5月、フーリガン約50人が練習場を襲撃し、選手やスタッフを襲撃する事件が発生した。これによりバス・ドストらが負傷した。また、この事件の影響により、主力選手やユースから所属していたルイ・パトリシオ、ウィリアム・カルヴァーリョ、ジェルソン・マルティンスら主力選手やユースから所属していた選手が退団した。
2020年、有望な若手監督と目されていたルベン・アモリムを、SCブラガから高額の違約金を支払って獲得。初年度からチームの期待に応え、2020-21シーズンでは19年ぶりにプリメイラ・リーガ優勝を果たした。

## タイトル

### 国内タイトル
- プリメイラ・リーガ：21回
  - 1940-41, 1943-42, 1946-47, 1947-48, 1948-49, 1950-51, 1951-52, 1952-53, 1953-54, 1957-58, 1961-62, 1965-66, 1969-70, 1973-74, 1979-80, 1981-82, 1999-00, 2001-02, 2020-21, 2023-24, 2024-25
- タッサ・デ・ポルトガル：18回
  - 1940-41, 1944-45, 1945-46, 1947-48, 1953-54, 1962-63, 1970-71, 1972-73, 1973-74, 1977-78, 1981-82, 1994-95, 2001-02, 2006-07, 2007-08, 2014-15, 2018-19, 2024-25
- タッサ・ダ・リーガ：4回
  - 2017-18, 2018-19, 2020-21, 2021-22
- スーペルタッサ・カンディド・デ・オリベイラ：9回
  - 1982, 1987, 1995, 2000, 2002, 2007, 2008, 2015, 2021

### 国際タイトル
- UEFAカップウィナーズカップ：1回
  - 1963-64

## 過去の成績
| シーズン | リーグ戦     | リーグ戦 | リーグ戦 | リーグ戦 | リーグ戦 | リーグ戦 | リーグ戦 | リーグ戦 | リーグ戦 | カップ戦     | リーグ杯   | 欧州カップ | 欧州カップ             |
| シーズン | ディビジョン | 順位     | 試       | 勝       | 分       | 敗       | 得       | 失       | 点       | カップ戦     | リーグ杯   | 欧州カップ | 欧州カップ             |
| -------- | ------------ | -------- | -------- | -------- | -------- | -------- | -------- | -------- | -------- | ------------ | ---------- | ---------- | ---------------------- |
| 2000-01  | プリメイラ   | 3位      | 34       | 19       | 5        | 10       | 56       | 37       | 62       | 準決勝敗退   | N/A        | CL         | GS敗退                 |
| 2001-02  | プリメイラ   | 1位      | 34       | 22       | 9        | 3        | 74       | 25       | 75       | 優勝         | N/A        | UC         | 3回戦敗退              |
| 2002-03  | プリメイラ   | 3位      | 34       | 17       | 8        | 9        | 52       | 38       | 59       | 準々決勝敗退 | N/A        | CLUC       | 予選3回戦敗退1回戦敗退 |
| 2003-04  | プリメイラ   | 3位      | 34       | 23       | 4        | 7        | 60       | 33       | 73       | ベスト32     | N/A        | UC         | 2回戦敗退              |
| 2004-05  | プリメイラ   | 3位      | 34       | 18       | 7        | 9        | 66       | 36       | 61       | ベスト16     | N/A        | UC         | 準優勝                 |
| 2005-06  | プリメイラ   | 2位      | 34       | 22       | 6        | 6        | 50       | 24       | 72       | 準決勝敗退   | N/A        | CLUC       | 予選3回戦敗退1回戦敗退 |
| 2006-07  | プリメイラ   | 2位      | 30       | 20       | 8        | 2        | 54       | 15       | 68       | 優勝         | N/A        | CL         | GS敗退                 |
| 2007-08  | プリメイラ   | 2位      | 30       | 16       | 7        | 7        | 46       | 28       | 55       | 優勝         | 準優勝     | CLUC       | GS敗退準々決勝敗退     |
| 2008-09  | プリメイラ   | 2位      | 30       | 20       | 6        | 4        | 45       | 20       | 66       | ベスト32     | 準優勝     | CL         | ベスト16               |
| 2009-10  | プリメイラ   | 4位      | 30       | 13       | 9        | 8        | 42       | 26       | 48       | 準々決勝敗退 | 準決勝敗退 | CLEL       | プレーオフ敗退ベスト16 |
| 2010-11  | プリメイラ   | 3位      | 30       | 13       | 9        | 8        | 41       | 31       | 48       | ベスト16     | 準決勝敗退 | EL         | ベスト32               |
| 2011-12  | プリメイラ   | 4位      | 30       | 18       | 5        | 7        | 47       | 26       | 59       | 準優勝       | 3回戦敗退  | EL         | 準決勝敗退             |
| 2012-13  | プリメイラ   | 7位      | 30       | 11       | 9        | 10       | 36       | 36       | 42       | ベスト64     | 3回戦敗退  | EL         | GS敗退                 |
| 2013-14  | プリメイラ   | 2位      | 30       | 20       | 7        | 3        | 54       | 20       | 67       | ベスト32     | 3回戦敗退  | —          | —                      |
| 2014-15  | プリメイラ   | 3位      | 34       | 22       | 10       | 2        | 67       | 29       | 76       | 優勝         | 3回戦敗退  | CLEL       | GS敗退ベスト32         |
| 2015-16  | プリメイラ   | 2位      | 34       | 27       | 5        | 2        | 79       | 21       | 86       | ベスト16     | 3回戦敗退  | CLEL       | プレーオフ敗退ベスト32 |
| 2016-17  | プリメイラ   | 3位      | 34       | 21       | 7        | 6        | 68       | 36       | 70       | 準々決勝敗退 | 3回戦敗退  | CL         | GS敗退                 |
| 2017-18  | プリメイラ   | 3位      | 34       | 24       | 6        | 4        | 63       | 24       | 78       | 準決勝敗退   | 優勝       | CLEL       | GS敗退準々決勝敗退     |
| 2018-19  | プリメイラ   | 3位      | 34       | 23       | 5        | 6        | 72       | 33       | 74       | 優勝         | 優勝       | EL         | ベスト32               |
| 2019-20  | プリメイラ   | 4位      | 34       | 18       | 6        | 10       | 49       | 34       | 60       | 3回戦敗退    | 準決勝敗退 | EL         | ベスト32               |
| 2020-21  | プリメイラ   | 1位      | 34       | 26       | 7        | 1        | 65       | 20       | 85       | ベスト16     | 優勝       | EL         | プレーオフ敗退         |
| 2021-22  | プリメイラ   | 2位      | 34       | 27       | 4        | 3        | 73       | 23       | 85       | 準決勝敗退   | 優勝       | CL         | ベスト16               |
| 2022-23  | プリメイラ   | 4位      | 34       | 23       | 5        | 6        | 71       | 32       | 74       | 3回戦敗退    | 準優勝     | CLEL       | GS敗退準々決勝敗退     |
| 2023-24  | プリメイラ   | 1位      | 34       | 29       | 3        | 2        | 96       | 29       | 90       | 準優勝       | 準決勝敗退 | EL         | ベスト16               |

## 現所属メンバー
2025年3月6日現在
注：選手の国籍表記はFIFAの定めた代表資格ルールに基づく。
| No. | Pos. |              | 選手名                          |
| --- | ---- | ------------ | ------------------------------- |
| 1   | GK   | ウルグアイ   | フランコ・イスラエル ()         |
| 2   | DF   | ブラジル     | マテウス・レイス ★              |
| 3   | DF   | オランダ     | ジェレマイア・シン・ジュステ () |
| 5   | MF   | 日本         | 守田英正 ★                      |
| 6   | DF   | ベルギー     | ゼノ・デバスト                  |
| 8   | FW   | ポルトガル   | ペドロ・ゴンサウヴェス          |
| 9   | FW   | スウェーデン | ヴィクトル・ギェケレシュ ()     |
| 11  | FW   | ポルトガル   | ヌーノ・サントス                |
| 17  | FW   | ポルトガル   | フランシスコ・トリンコン        |
| 19  | FW   | デンマーク   | コンラッド・ハーダー            |
| 20  | MF   | ウルグアイ   | マクシミリアーノ・アラウホ      |
| 21  | FW   | モザンビーク | ジェニー・カタモ ★              |
| 22  | DF   | スペイン     | イバン・フレスネダ              |

| No. | Pos. |                  | 選手名                   |
| --- | ---- | ---------------- | ------------------------ |
| 23  | MF   | ポルトガル       | ダニエル・ブラガンサ     |
| 24  | GK   | ポルトガル       | ルイ・シルヴァ           |
| 25  | DF   | ポルトガル       | ゴンサロ・イナシオ       |
| 26  | DF   | コートジボワール | ウスマン・ディオマンデ   |
| 30  | FW   | ブラジル         | ビエル ★                 |
| 41  | GK   | ブラジル         | ディエゴ・カライ ()      |
| 42  | MF   | デンマーク       | モルテン・ヒュルマンド   |
| 47  | DF   | ポルトガル       | リカルド・エスガイオ     |
| 51  | GK   | ポルトガル       | ディエゴ・ピント         |
| 52  | MF   | ポルトガル       | ジョアン・シモンエス     |
| 57  | FW   | ポルトガル       | ジオバニー・クエンダ ()  |
| 72  | DF   | ポルトガル       | エドゥアルド・クアレスマ |

※括弧内の国旗はその他の保有国籍を、星印はEU圏外選手を示す。
監督
- ルイ・ボルヘス（英語版）

### ローン移籍
in
注：選手の国籍表記はFIFAの定めた代表資格ルールに基づく。
| No. | Pos. |            | 選手名                            |
| --- | ---- | ---------- | --------------------------------- |
| 24  | GK   | ポルトガル | ルイ・シルヴァ (レアル・ベティス) |

out
注：選手の国籍表記はFIFAの定めた代表資格ルールに基づく。
| No. | Pos. |                          | 選手名                                                        |
| --- | ---- | ------------------------ | ------------------------------------------------------------- |
| --  | FW   | イングランド             | マーカス・エドワーズ (バーンリー) ()                          |
| --  | GK   | ボスニア・ヘルツェゴビナ | ヴラダン・コヴァチェヴィッチ (レギア・ワルシャワ) ()          |
| --  | MF   | ポルトガル               | ダリオ・エスゴ (ラス・パルマス)                               |
| --  | MF   | ギリシャ                 | ソティリス・アレクサンドロプーロス (スタンダール・リエージュ) |

| No. | Pos. |              | 選手名                                         |
| --- | ---- | ------------ | ---------------------------------------------- |
| --  | MF   | フランス     | コバ・コインドレディ (ローザンヌ・スポルト) () |
| --  | FW   | ポルトガル   | ロドリゴ・リベイロ (AVS)                       |
| --  | DF   | ポルトガル   | ルベン・バイナグル (レギア・ワルシャワ)        |
| --  | MF   | アルゼンチン | マテオ・タンロンゴ (パフォス)                  |
| --  | DF   | ブラジル     | ラファエウ・ポンテーロ (アウダ)                |

## 歴代監督
- イェニー・ルドルフ 1933-1934
- オットー・グロリア 1961, 1965-1966
- アルフレド・ディ・ステファノ 1974
- ジョゼフ・ベングロシュ 1983-1984
- ジョン・トシャック 1984-1985
- キース・バーキンショー 1987-1988
- ボビー・ロブソン 1992-1994
- カルロス・ケイロス 1994-1996
- オクタビオ・マチャド 1996-1997
- ジュゼッペ・マテラッツィ 1999
- ラースロー・ベレニ 2000-2003
- フェルナンド・サントス 2003-2004
- ジョゼ・ペセイロ 2004-2005
- パウロ・ベント 2005-2009
- レオネル・ポンテス 2009 (暫定)
- カルロス・カルヴァリャル 2009-2010
- パウロ・セルジオ 2010-2011
- ジョゼ・コウセイロ 2011
- ドミンゴス・パシエンシア 2011-2012
- リカルド・サ・ピント 2012
- オセアノ・ダ・クルス 2012 (暫定)
- フランキー・ベルコーテレン 2012-2013
- ジェズアウド・フェレイラ 2013
- レオナルド・ジャルディム 2013-2014
- マルコ・シウバ 2014-2015
- ジョルジェ・ジェズス 2015-2018
- シニシャ・ミハイロヴィチ 2018
- ジョゼ・ペセイロ 2018
- マルセル・カイザー 2018-2019
- レオネル・ポンテス 2019
- シーラス 2019-2020
- ルーベン・アモリム 2020-2024
- ジョアン・ペレイラ 2024
- ルイ・ボルヘス 2024-

## 歴代所属選手

### GK
- ロドルフォ・ロドリゲス
- ピーター・シュマイケル
- リカルド・ペレイラ
- ヴラディミル・ストイコヴィッチ
- ベト
- ルイ・パトリシオ

### DF
- リカルド・ローシャ
- スタン・ファルクス
- アンドレ・クルス
- ヌールディン・ナイベト
- ルイ・ジョルジ
- ヌーノ・ヴァレンテ
- ベト・セベロ
- ガブリエル・エインセ
- オグチ・オニェウ
- ハリド・ブラールズ

- ミゲル・ロペス
- マルコス・ロホ
- エセキエル・スケロット
- ダグラス
- ジョアン・ペレイラ
- リカルド・エスガイオ
- セバスティアン・コアテス
- ファビオ・コエントラン
- ジェレミー・マテュー
- ヌーノ・メンデス

### MF
- オセアノ・ダ・クルス
- フランク・ライカールト
- クラシミール・バラコフ
- パウロ・ベント
- パウロ・ソウザ
- ジョゼ・ドミンゲス
- ムスタファ・ハッジ
- ルイス・フィーゴ
- ミゲル・アンヘル・アングロ
- マニシェ
- ダニエル・プラニッチ
- マラト・イズマイロフ
- ウーゴ・ヴィアナ
- ダニー・アルヴェス
- アルベルト・アクイラーニ
- シモン・ヴクチェヴィッチ
- ミゲル・ヴェローゾ
- マティアス・フェルナンデス
- スタイン・スハールス
- エリアス
- ブルーノ・セザル
- ウィリアム・カルヴァーリョ
- マテウス・オリベイラ
- アドリエン・シウバ
- ラドサヴ・ペトロヴィッチ
- ブルーノ・フェルナンデス
- マテウス・ヌネス

### FW
- ルイ・ジョルダン
- フェルナンド・ゴメス
- パウロ・フットレ
- イヴァイロ・ヨルダノフ
- エマニュエル・アムニケ
- ジョアン・ピント
- リカルド・サ・ピント
- シモン・サブローザ
- エルデル・ポスティガ
- リカルド・クアレスマ

- シルヴェストレ・ヴァレラ
- クリスティアーノ・ロナウド
- テオフィロ・グティエレス
- ヴァレリ・ボジノフ
- ナニ
- イスラム・スリマニ
- ラザル・マルコヴィッチ
- ジョエル・キャンベル
- ブライアン・ルイス
- アンドレ

- ルク・カスタイニョス
- バス・ドスト
- ジェルソン・マルティンス
- セイドゥ・ドゥンビア
- 田中順也
- ハフィーニャ

## その他のスポーツ部門
上流階級によって作られたクラブだけあって、創設初期にはテニスや乗馬の他に、社交パーティやピクニックなども行われていた。
現在はハンドボール、陸上競技、フットサル（スポルティングCP）、体操競技、水泳、卓球、ビリヤード、フルコンタクト空手、重量挙げ、ローラーホッケー、柔術、空手、アマチュアレスリング、スポーツフィッシング、水球、ボクシング、テコンドー、柔道、クラヴ・マガ、カポエイラ、射撃、アーチェリー、チェス、サイクルロードレースの部門を持つ。
著名な選手に、陸上では1984年ロサンゼルス五輪男子マラソンで金メダルを獲得したカルロス・ロペスを筆頭にフェルナンド・マメーデ、フランシス・オビクウェル、ルイ・シルバ、ナイデ・ゴメス、自転車ではジョアキン・アゴスティーニョがいる。